# Phragmatobia zoragena
Phragmatobia zoragena là một loài bướm đêm thuộc phân họ Arctiinae, họ Erebidae.